# キカプー
キカプー(Kickapoo)は、アルゴンキン語族系のアメリカインディアン（ネイティブアメリカン）部族のひとつで、壮大な移住の歴史を持つ。

## 歴史
キカプーはもともと五大湖周辺のミシガン州のエリアにいた。ソーク族(Sauk)やフォックス族(Fox)と共通の起源を持つ。1640年代からのキカプーとイロコイ間の紛争によって、部族は西のウイスコンシン州へと追い込まれた。1700年代には、部族は南方に移住し、1770年までには、彼らはウォバッシュ川流域とイリノイ中部のほとんどのエリアに再び定住した、そこでは、彼らは近隣の部族よりも優位に立ち、フランスの支援を得て、かつて同盟を組んだフォックス族の一派を全滅させた。
白人植民者の圧力のもとで、部族は3つの大きな派閥に分かれた。ひとつめは、南西に移動し、同化または紛争よりも、むしろ退却することで圧力に抵抗した。ふたつめはワバッシュ地域にとどまり、テカムセやブラックホークが率いたインディアンの抵抗運動に参加した。これらの抵抗者たちは、1820年と1834年に、ミズーリ州へと厳しく追い出された。キカプーの預言者、ケンネクに率いられた第3の集団は、侵略に対しては穏やかに抵抗したが、結局カンザス州の東部一帯の、彼らの土地を譲渡した。このキカプーの一団は、多くのポタワトミ族(Potawatomi)に吸収された。ミズーリに移動したキカプーは、しばしばオーセージ族(Osage)やその他の部族と紛争を起こした。これによって多くの人の不満が増し、一団はなお一層分離した。
その後多くはオクラホマ州へ移動し、その他はメキシコ領テキサスの南西部の一団に加わり、実質的にミズーリを見捨てることになった。米墨戦争の後、テキサス州のキカプーはさらに再びバラバラになり、メキシコのコアウイラ州へ移住する者、テキサス州イーグルパス(Eagle Pass)に残る者に分かれた。およそ1850年頃、オクラホマとカンザスからコアウイラへ、大きい移住があった。1857年と1863年、多くのキカプーはそのメキシコへの移住に続いた。1870年代後半、メキシコからの国境の襲撃によって、合衆国はメキシコ送還の方針を打ち出し、最初は平和的に行われたが次第に武力が行使された。このようにしてキカプーは、コアウイラ、イーグルパス、アリゾナ、オクラホマ、カンザスに散らばってしまった。

## 現在のキカプー
現在アメリカ合衆国には、カンザス州キカプー(the Kickapoo of Kansas)、オクラホマ州キカプー(the Kickapoo of Oklahoma)、テキサス州キカプー伝統部族(the Kickapoo Traditional Tribe of Texas)の、3つの認定部族が残っている。メキシコのコアウイラ州にもうひとつの一団がいて、アリゾナ州にも、現在連邦政府認定を求めている大きな集団がいる。さらに、アメリカ西部全域にわたって小さな集団が住んでおり、およそ3,000人の人々がキカプー部族の一員であると自認主張している。
テキサス州キカプー伝統部族は、コアウイラに住む一団の存在によって認定が得られなかった。1983年に初めて認定された時は、コアウイラの一団はあらかじめ無視された。今日、テキサス州の一団はイーグルパスにラッキーイーグル(Lucky Eagle)カジノを所有し、経営している。
250年にわたる白人による同化政策、虐殺の後も、現在キカプーは残っている。オクラホマ、テキサス、そしてコアウイラの一団は、もっとも保守的で、伝統的な、生き残ったインディアンの民族と考えられている。さらにキカプーは、東部五大湖地域出身の、数少ない認定された部族である。ピオリア(Peoria)、マスコウティン(Mascoutin)、イリノイ(Illinois)、そしてその他のかつての隣接した部族は、みな吸収されるか、絶滅させられた。キカプーが生き残っているのは、彼らの特徴の証拠でもある。

## 保留地（Reservation）

### カンザス州
キカプーの保留地は州の北東部、ブラウン郡、ジャクソン郡、アッチソン郡に位置する。2000年の国勢調査では、土地の総面積は612.203 km² (236.373 平方マイル) で、居住人口は4,419名。保留地の最大のコミュニティはホートン市にある。

### テキサス州
テキサス州のキカプーの保留地は、マーヴェリック郡西部、メキシコ国境沿いのリオグランデ川流域にある。イーグルパス市のちょうど南で、ロジタサウスのコミュニティの一部である。2000年の国勢調査では、保留地の総面積は0.4799 km² (118.6 エーカー )で、居住人口は420名である。